# Trifolium willdenovii
Trifolium willdenovii är en ärtväxtart som beskrevs av Spreng.. Enligt Catalogue of Life ingår Trifolium willdenovii i släktet klövrar och familjen ärtväxter, men enligt Dyntaxa är tillhörigheten istället släktet klövrar och familjen ärtväxter. Arten har ej påträffats i Sverige. Inga underarter finns listade i Catalogue of Life.

## Bildgalleri

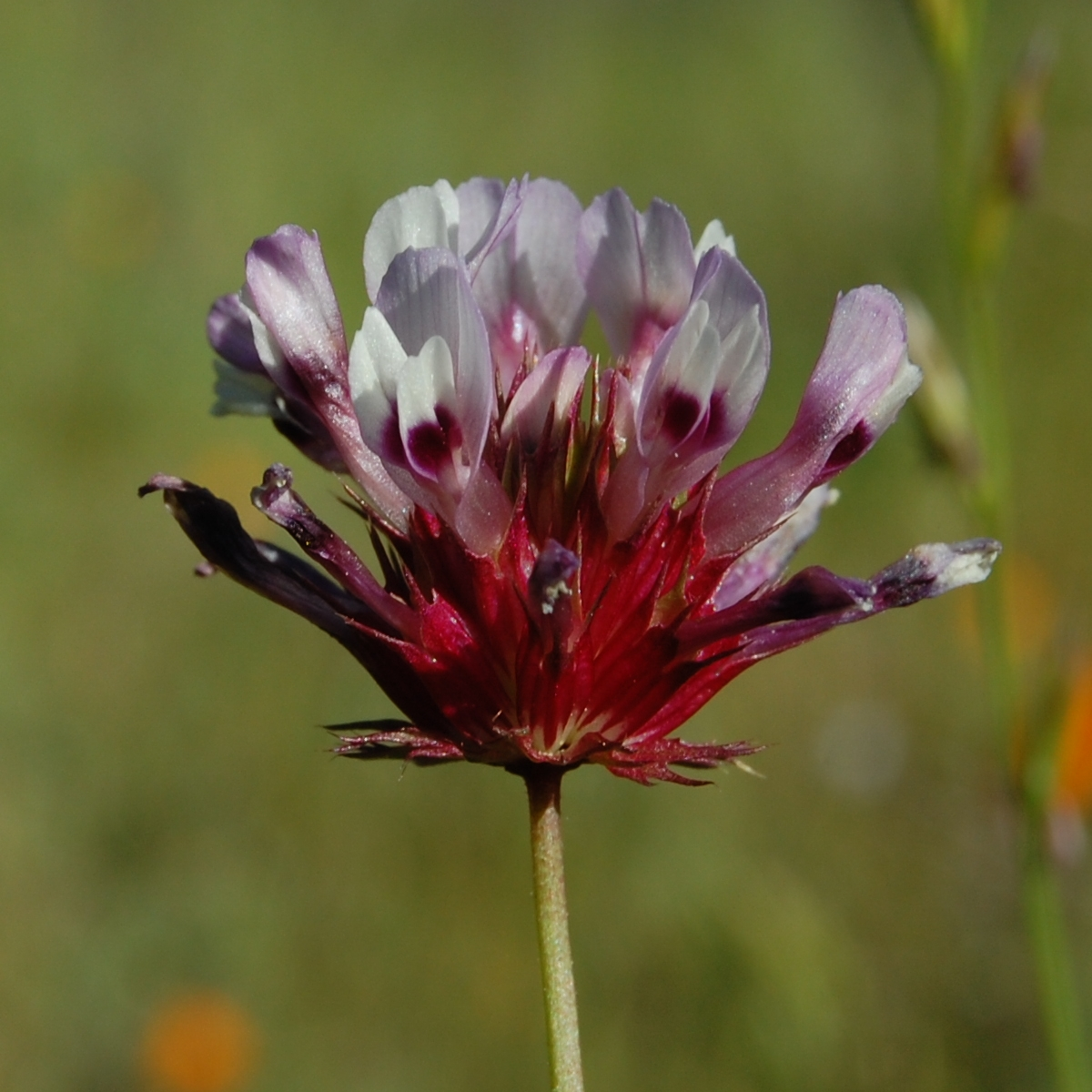